# Polderafdeling Zuidgeest

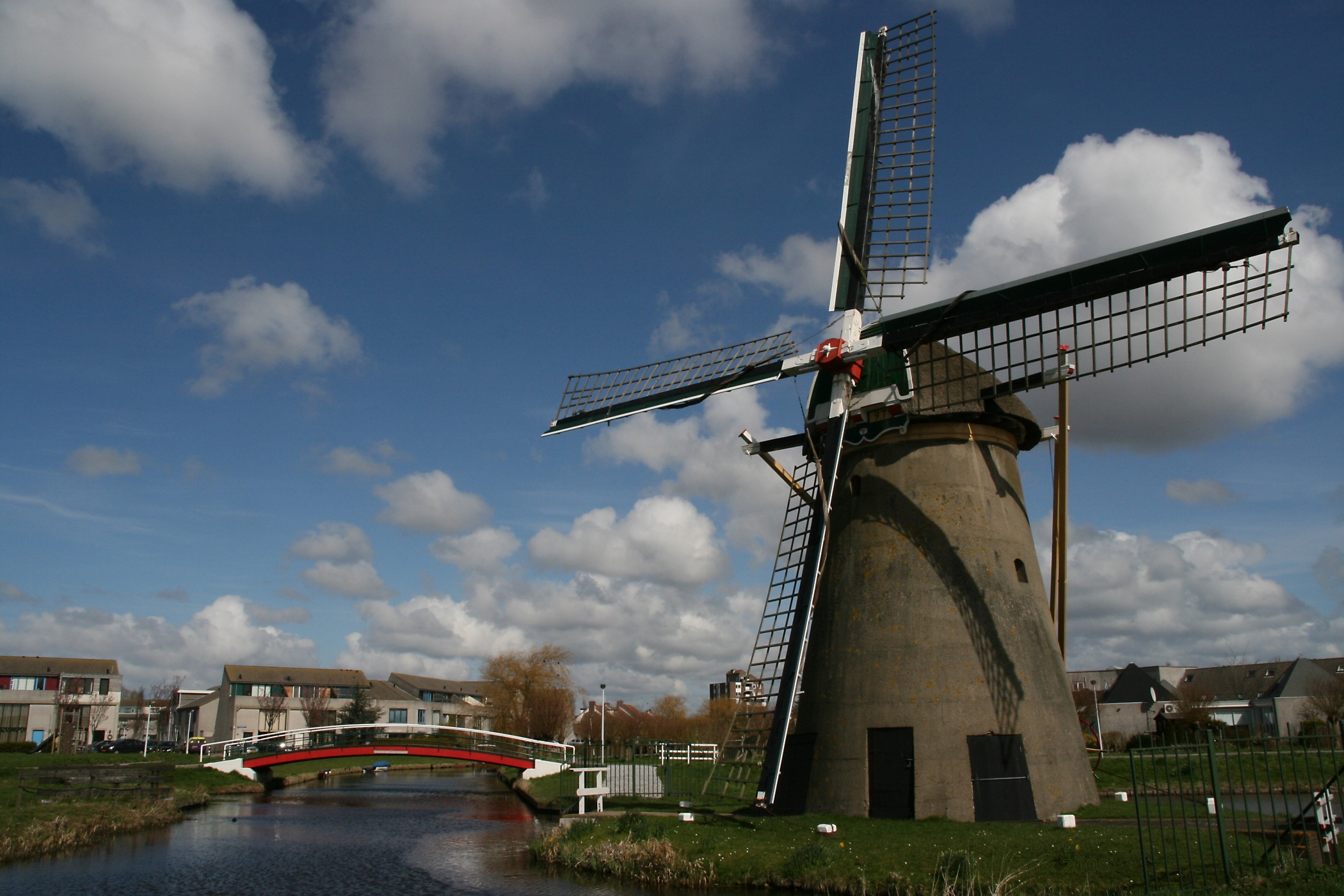
De Stevenshofjesmolen in Leiden

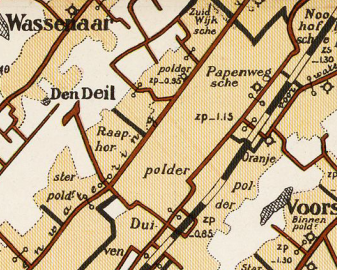
Polders bij Wassenaar en Voorschoten op kaart van Hoekwater uit 1901

De Polderafdeling Zuidgeest was een onderdeel van het Hoogheemraadschap van Rijnland dat in 1979 in de plaats kwam van de volgende 15 inliggende waterschappen van Rijnland, in het noordwesten van Zuid-Holland:
- Binnenpolder (Voorschoten)
- Bosch- en Gasthuispolder
- Duivenvoordse-Veenzijdse Polder
- Knippolder
- Noord-Hoflandsche polder
- Ommedijkse Polder
- Oostboschpolder
- Oostdorper- en Huis-ter-Weerpolder
- Oranjepolder (Voorschoten)
- Papenwegse Polder
- Polder Rietvink
- Ruijgelaanse en Zonneveldspolder
- Starrenburgerpolder
- Stevenshofjespolder
- Zuid-Hoflandsche polder

Deze polders liggen in de gemeenten Katwijk (Valkenburg), Leiden, Leidschendam, Voorschoten en Wassenaar in de geestgronden in de provincie Zuid-Holland.
Per 1 januari 1990 vormden de beide polderafdelingen Middengeest en Zuidgeest samen met het waterschap De Oude Veenen het nieuwe (zelfstandige) waterschap De Veen- en Geestlanden. Dat ging in 1994 op in het waterschap De Oude Rijnstromen dat in 2005 opging in het Hoogheemraadschap van Rijnland.